# Caryothraustes poliogaster
El picogrueso carinegro (Caryothraustes poliogaster) es una especie de ave paseriforme de la familia Cardinalidae propia de América Central.
De 16 a 20 cm de longitud, los adultos se caracterizan por tener la cara y la garganta negros, mientras que la frente, nuca y pecho son dorados, formando una especie de capucha que rodea la cara.
Los costados del pecho, el vientre y la rabadilla son grises, y las alas y la cola pardo oliváceos.
Se distribuye desde las selvas del sur de México (Veracruz, Oaxaca, Tabasco, Chiapas y sur de la península de Yucatán) a través de la mayor parte de Centroamérica, hasta el oeste de Panamá. Prefiere los árboles altos, donde construye sus nidos a base de bromeliáceas y otras epífitas. Las hembras ponen tres huevos blanquecinos con manchas pardas. la temporada reproductiva dura de abril a junio.
Se alimenta de insectos, frutos, semillas y néctar.